# Roque Pérez
Roque Pérez è una città dell'Argentina, capoluogo dell'omonimo partido nella provincia di Buenos Aires.
La città è attraversata dal fiume Salado del Sur.